# Мариляно
Мариля̀но (на италиански: Marigliano) е град и община в Южна Италия, провинция Неапол, регион Кампания. Разположен е на 30 m надморска височина. Населението на общината е 30 370 души (към 2010 г.).